# Segni di fuoco

Il simbolo dell'elemento fuoco è un triangolo con la punta in alto, il colore è generalmente ritenuto il rosso-arancio.

Nello zodiaco e nell'astrologia occidentale, i segni di fuoco costituiscono la triplicità associata all'omonimo elemento.

## Caratteristiche
I tre segni zodiacali collegati con l'elemento fiammante sono Ariete (primo segno dell'oroscopo), Leone (quinto segno) e Sagittario (nono segno). Caratteristiche comunemente associate al fuoco sono energia e vitalità, cui fanno da contraltare esuberanza e testardaggine. Pianeti domiciliati nei tre segni di fuoco sono rispettivamente Marte, Sole e Giove. 
Nella dottrina dei temperamenti corrispondono al tipo collerico.
Per le sue intrinseche qualità il fuoco è opposto all'acqua.
Sullo zodiaco i segni di fuoco risultano invece opposti e complementari a quelli d'aria, da cui traggono anche alimento (il fuoco si nutre dell'aria).

## Rapporto con le stagioni
- L'Ariete, segno cardinale, è posto all'inizio della primavera[7]: segno opposto è la Bilancia, collocato al principio dell'autunno.[4]
- Il Leone, segno fisso, è posto al centro dell'estate[8]: segno opposto è l'Aquario, situato nel centro dell'inverno.[4]
- Il Sagittario, segno mobile, è posto al termine dell'autunno[9]: segno opposto sono i Gemelli, posizionati alla fine della primavera.[4]

Il fuoco è assente dalla stagione invernale, nella quale prevale il freddo. I segni associati ad elementi leggeri quali appunto il fuoco e l'aria sono definiti «positivi» o maschili.